# بونکوبون
بونکوبون (به ژاپنی: 文庫本 Bunkobon)، کتاب‌های جیبی (شومیز) با قطع کوچک هستند که برای مقرون به صرفه بودن و کم جا بودن طراحی شده‌اند. اکثر بونکوبون‌ها دارای اندازه A6 (اندازه کاغذ) (۱۰۵×۱۴۸ میلی‌متر یا ۴٫۱ اینچ در ۵٫۸ اینچ) هستند.